# Anandra albovittata
Anandra albovittata är en skalbaggsart som beskrevs av Stefan von Breuning 1940. Anandra albovittata ingår i släktet Anandra och familjen långhorningar. Inga underarter finns listade i Catalogue of Life.